# Football Conference
Football Conference este o ligă de fotbal din Anglia și Țara Galilor în care evoluează cluburi semi-profesioniste și câteva profesioniste. Competiția conține 72 de echipe egal distribuite în trei divizii: Conference National, Conference North și Conference South. La finalul competiției, echipele clasate pe primele poziții din Conference National promovează în Football League Two iar ultimele 3 echipe din North și South sunt retrogradate în Northern Premier League Premier Division, Isthmian League și Southern Football League.